# Kombinat Medizin- und Labortechnik

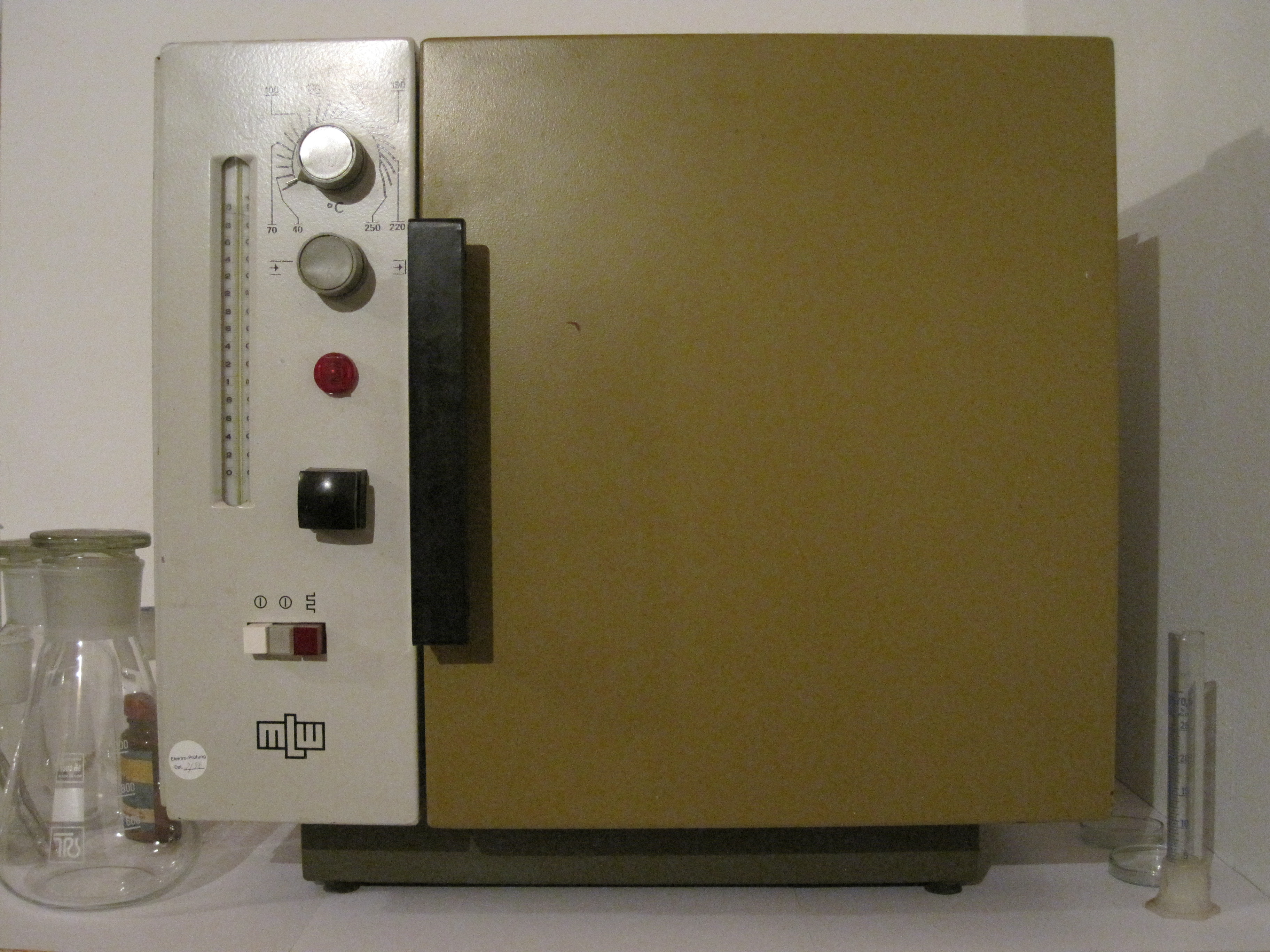
Wärmeschrank von MLW Labortechnik Ilmenau

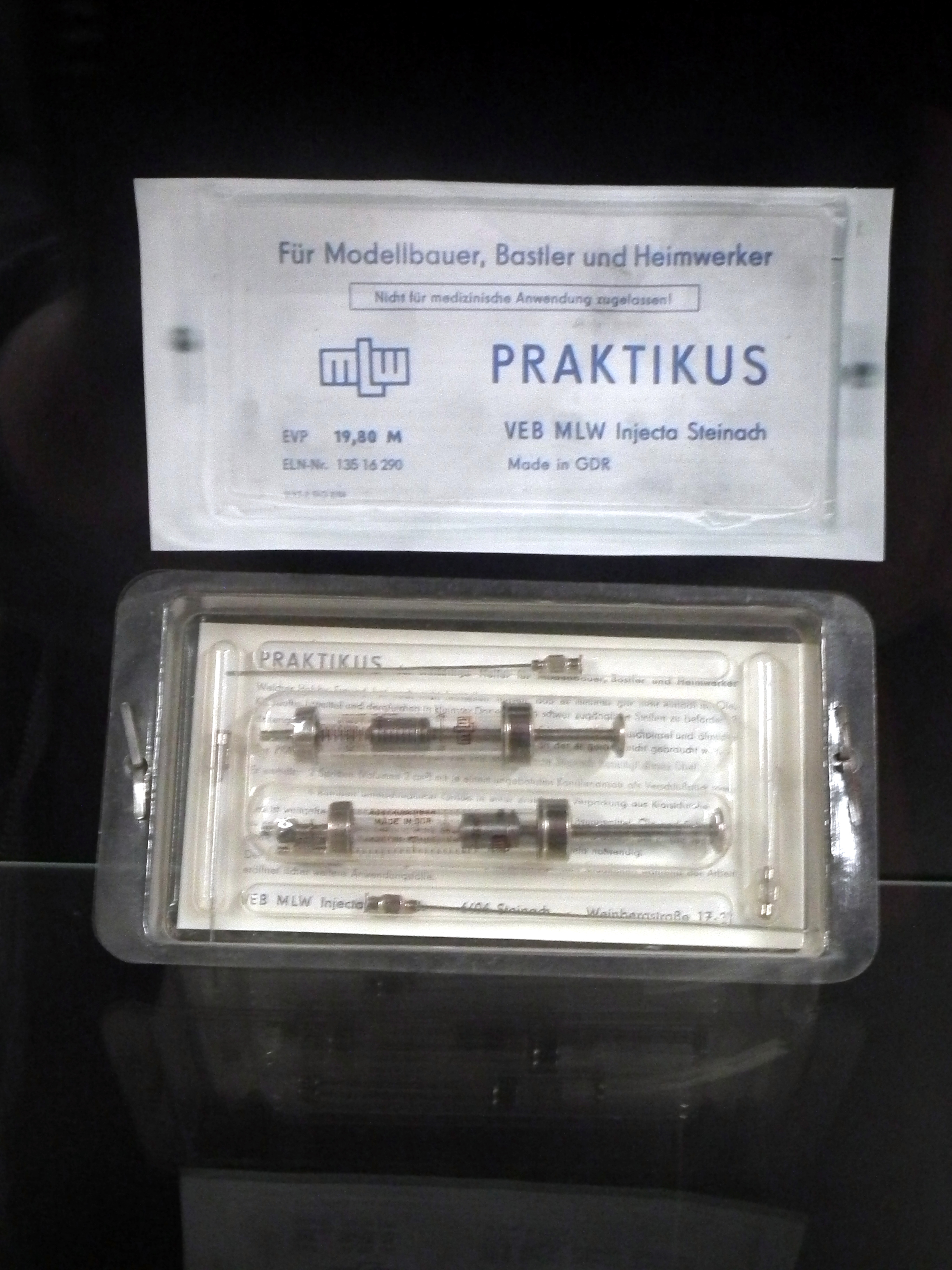
MLW Praktikus Spritze vom VEB MLW Injecta Steinach

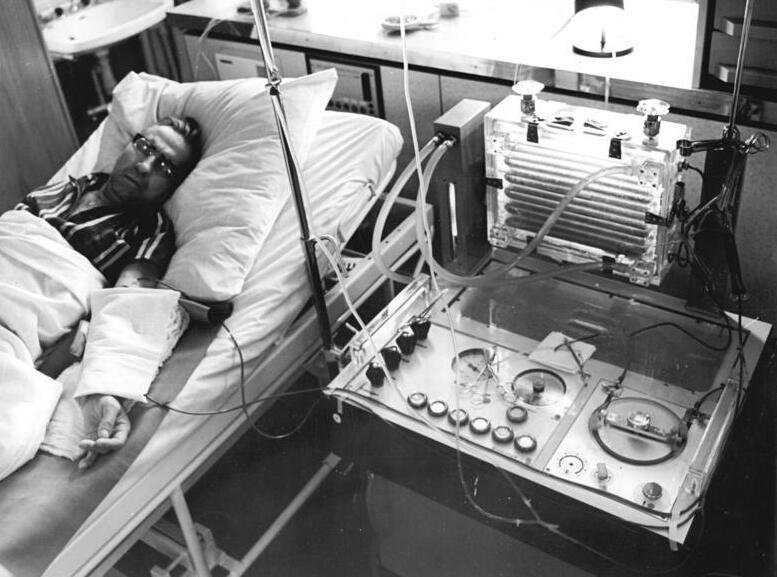
System für die Hämo- und Peritonealdialyse vom MLW-Anlagenbau Dresden

Der VEB Kombinat Medizin- und Labortechnik Leipzig wurde 1970 gegründet und war ein Kombinat in der Deutschen Demokratischen Republik. Der Hauptsitz des Kombinats war in Leipzig.
Das Kombinat bündelte einen großen Teil der Herstellung von Medizin- und Labortechnik in der DDR. Zu den Produkten der Betriebe zählten unter anderem Anästhesie-, Beatmungs- und Atemschutztechnik, Spritzen und Kanülen, dentalmedizinische Produkte, chirurgische Instrumente, Orthesen und Prothesen, medizinische Plasterzeugnisse sowie diverse Geräte und Möbel für die Ausstattung von Labors.
MLW (Medizin-, Labor- und Wägetechnik) war ein Warenzeichenverband des Kombinats. Unter dem Warenzeichenverband des MLW wurde eine Vielzahl von wissenschaftlich-technischen Geräten der Medizin- und Labortechnik hergestellt.

## Geschichte
Das Kombinat wurde 1970 als Nachfolger der VVB MLW Medizin-, Labor- und Wägetechnik Leipzig (VVB MLW) gegründet, die 1967 aus der Umbenennung der VVB Mechanik entstand. Im Zuge dieser Umfirmierung zur VVB MLW wurden mehrere Betriebe anderer VVB angegliedert, deren Produktprofil sich hauptsächlich auf medizintechnische Produkte konzentrierte. Zum Zeitpunkt der Kombinatsgründung gehörten diesem rund 7300 Mitarbeiter an.
Ab 1972 firmierten die Kombinatsbetriebe einheitlich mit dem Warenzeichen MLW in der Unternehmensbezeichnung. Als Stammbetrieb des Kombinats fungierte der Betrieb VEB Kombinat Medizin- und Labortechnik Leipzig - Stammbetrieb -, der ab 1982 unter der Bezeichnung VEB MLW Medizintechnik Leipzig firmierte.
Das Kombinat unterstand dem Ministerium für Allgemeinen Maschinen-, Landmaschinen- und Fahrzeugbau. Weitere zentralgeleitete Kombinate, die diesem Ministerium unterstellt waren, können in der Liste von Kombinaten der DDR eingesehen werden.

## Kombinatsbetriebe
- VEB MLW Medizintechnik Leipzig; (Stammbetrieb)
- VEB MLW Anlagenbau Dresden
- VEB MLW Dentalfabrik Treffurt
- VEB MLW Ingenieurbüro für Rationalisierung Leipzig
- VEB MLW Injecta Klingenthal
- VEB MLW Injecta Steinach
- VEB MLW Keradenta-Werk Radeberg
- VEB MLW Labortechnik Ilmenau
- VEB MLW Medizinische Geräte Berlin
- VEB MLW Medizinmechanik Suhl
- VEB MLW Medizinplaste Lichtenberg
- VEB Metallbau und Labormöbelwerk Apolda
- VE AHB MLW intermed Export/Import
- VEB MLW Polyplast Halberstadt
- VEB MLW Prüfgerätewerk Medingen in Freital
- VEB MLW Zentrifugenbau Engelsdorf